# 一宮温泉
一宮温泉（いちのみやおんせん）は、兵庫県宍粟市一宮町三方町にある温泉。

## 内容
泉質
- ナトリウム・カルシウム-塩化物泉
  - 源泉温度 : 32.2℃
  - 湧出量 : 143リットル/分

約2億5千万年前に温泉地周辺がまだ海だったころの海水が、地中深くに閉じ込められてできた。このため、内陸部の温泉としては珍しい食塩泉である。
効能
- 神経痛、筋肉痛、疲労回復など。

温泉の濃度は人間の血液とほぼ同様の等張性のため、湯あたりしにくい上に保温効果も高いとされる。

## 温泉地
2002年開業の舞鶴層群という地層の種類の一部である三方川断層の割れ目から湧出する温泉。日帰り専用の鉄筋コンクリート造りの入浴施設である「一宮温泉 まほろばの湯」一軒のみの営業。縄文～鎌倉時代の複合遺跡がある家原（えばら）遺跡公園内の高台にあり、見晴らしがいい。石の浴槽の「川の湯」と檜風呂の「山の湯」の2つの浴室を持ち、男湯と女湯が一定期間で入れ替わる。ともに岩造りの露天風呂を持つ。

## 歴史
開業は2002年と浅い。京都大学の西村進・名誉教授と兵庫県立工業技術センターの元職員・赤松信の助言により、旧一宮町が1998年（平成10年）に公園の地下を200mまで試掘したうえ、温泉が出ることを確認してから、本掘削し掘り当てた。
（旧）一宮町→（現）宍粟市の第三セクター会社・播磨いちのみや（株）が開業時から指定管理者として運営していたが、2020年4月より新型コロナウイルスの影響により休業し、その後経営状況が厳しいこと等から再開を断念し、指定管理者を返上した。市は新たな事業者を公募するとしている。
2021年9月から土日のみ市直営にて温泉のみ営業が再開された。市は並行して2022年4月以降の指定管理者を募集していたところ、大阪市のアミューズメント施設運営企業ビーバーレコードがこれに応募し、同社により運営されることとなった。運営期間は2022年4月1日より5年間。

## アクセス
- 自動車:中国自動車道・山崎インターチェンジより国道29号を14km北上すると安積橋（あづみばし）交差点に至る。安積橋より県道6号に入り10km北上する。姫路からの所要時間は約75分、山崎インターから約35分。
- バス:神姫バス山崎待合所から横山方面行きウイング神姫のバスに乗車、「まほろばの湯」バス停下車すぐ。